# Parcul Central „Anton Scudier”
Parcul Central „Anton Scudier” este unul dintre cele mai vechi parcuri din Timișoara, înființat în 1880 din dispoziția generalului Anton von Scudier. În parc se află mai multe monumente ale unor personalități și Monumentul Ostașului Român. Parcul este amenajat cu fântâni, bănci și mese de șah.

## Istoric

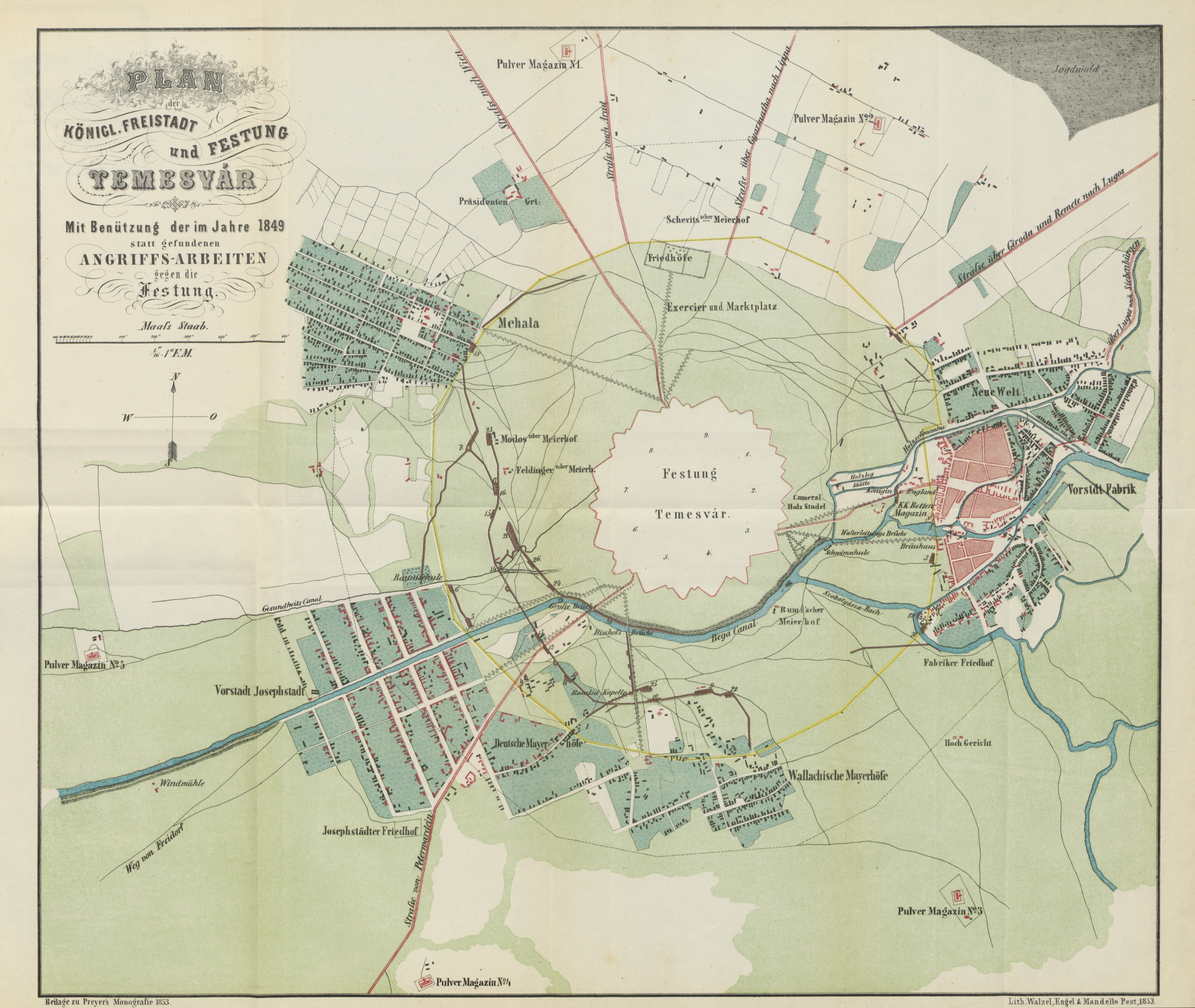
Timișoara la 1853 — se observă Zona Non Aedificandi

În a doua jumătate a secolului al XIX-lea Timișoara era o cetate fortificată cu o suprafață destul de mare pentru o cetate (în interiorul actualului inel nr. 1), dar foarte mică pentru un oraș, actual Timișoara având 5 inele. Majoritatea populației locuia în afara zidurilor, în special într-o zonă, Iosefin, la sud-vest de cetate. De asemenea, existau așezări spre nord-vest (actuala Mehala) și est (actualul Fabric). Între fortificațiile exterioare ale cetății și aceste zone locuite doctrina militară a vremii cerea să existe esplanada (Zona Non Aedificandi), un spațiu liber de 949 m (până la actualul inel nr. 3) unde nu se permiteau construcții.
Odată cu progresele artileriei importanța fortificațiilor a scăzut, astfel s-a pus problema defortificării Timișoarei, recuperând terenul ocupat de fortificații și esplanadă. Demersurile au început în 1859, iar în 1868, în timpul primarului Carol Küttel, se iau primele măsuri. La 10 noiembrie 1868 împăratul Franz Joseph aprobă reducerea esplanadei la 569 m, însă cu obligația ca noile străzi să fie amplasate radial față de cetate, din considerente militare. În 1872 se aprobă și demolarea zidurilor fortificațiilor. Fortificațiile și terenul esplanadei erau proprietatea Ministerului de Război de la Budapesta.
Pe esplanadă, între anii 1738–1771, spre Iosefin, între cetate și canalul Bega a fost un cimitir civil și militar, unde au fost înmormântați 8–9000 de oameni morți în special în timpul epidemiei de ciumă din 1738–1739. Cimitirul a fost închis după amenajarea cimitirului din Calea Lipovei. Un secol mai târziu, comandantul Banatului, generalul Anton von Scudier, a dat dispoziții pentru mutarea osemintelor în cimitirul din Calea Lipovei, iar în zonă să fie plantați copaci și să fie amenajată drept parc de promenadă. Până la sfârșitul celui de al Doilea Război Mondial parcul s-a numit Parcul Scudier. De la începutul anilor 1950 și până în 1955 parcul s-a numit Parcul I. V. Stalin, apoi Parcul Central. Din 2015 denumirea parcului este Parcul Central „Anton Scudier”.

## Monumente

### Statuia generalului Scudier

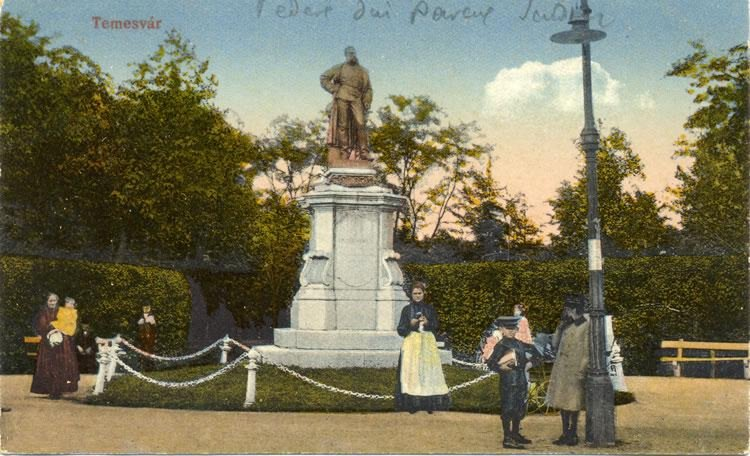
Statuia lui Scudier, înainte de 1918

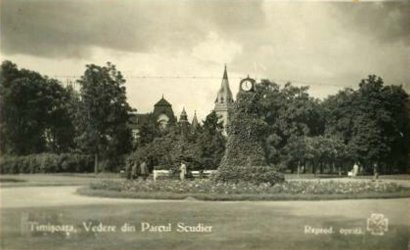
Ceasul în locul statuii lui Scudier

În 1881 în parc a fost amplasată statuia generalului Scudier, în mărime naturală, din fontă aurită. Inscripția, în limba germană, de pe soclu era:
„Dem Andenken des Feldzugmeisters Freiherren Anton Scudier, gewesenen Militarkommandanten von Temesvar/, Dem begeisterten Forderer der Verkehrs und Verschonerungs Interessen dieser Stadt/, Dem Initiator dieser Anlage/, Alls Zeichen dankbarer Annerkenung errichtet von der Burgerschaft der kon. Freistadt Temeswar im Jahre 1881”
în traducerea istoricului N. Ilieșiu:
„În amintirea comandantului imperial regesc baron Antoniu Scudier, însuflețitul sprijinitor al intereselor artistice, de comunicație ale orașului, începătorul plantațiunilor. Drept recunoștință ridicat în 1881 de cetățenii orașului liber regesc Timișoara.”
Această statuie a fost distrusă la 26 octombrie 1918, în contextul tulburărilor determinate de prăbușirea frontului austro-ungar, ulterior pe soclul ei fiind instalat un ceas.

### Bustul lui Barbu Ștefănescu Delavrancea
Monumentul arată recunoștința bănățenilor pentru Delavrancea, care a militat pentru unirea Transilvaniei cu România. Monument istoric (LMI TM-III-m-B-06301), bustul, din bronz, a fost realizat în 1933 de Cornel Medrea și este amplasat în mijlocul unui rondou, în partea de vest a parcului.

### Monumentul lui Vincențiu Babeș
Jurist și deputat în Dieta de la Budapesta, Vincențiu Babeș a susținut drepturile românilor. A fost membru fondator al Academiei Române (1866), ca reprezentant al Banatului, considerat provincie românească din afara țării. Monument istoric (LMI TM-III-m-B-06300), bustul a fost realizat în 1935 de Aurel Popp și este amplasat la sud de Aleea Personalităților (poziția „X” din schema de mai jos), aproape de intrarea principală (dinspre catedrală).

### Monumentul lui Alexandru Mocioni
Deputat în Dieta de la Budapesta, Alexandru Mocioni a militat pentru drepturile românilor și a făcut numeroase acte de filantropie. În perioada interbelică pe locul unde acum este Catedrala Mitropolitană era amplasat un bust al său. În 1936 bustul a fost mutat în Parcul Scudier, iar în 1949 a fost distrus. Odată cu proiectul Aleii Personalităților, s-a decis amplasarea unui bust nou al lui pe locul unde era anterior. Bustul, de bronz, realizat de Aurel Gheorghe Ardeleanu este situat la nord de Aleea Personalităților (poziția „Y” din schema de mai jos), aproape de intrarea principală și a fost dezvelit la 30 martie 2009.

### Monumentul Ostașului Român
Monumentul Ostașului Român, sculptat de Ion Vlad. Monumentul, din marmură de Rușchița, a fost dezvelit la 30 decembrie 1962, iar inițial a fost dedicat „ostașului sovietic eliberator”, motiv pentru care s-a propus să fie mutat în Cimitirul militar sovietic din Calea Lipovei, iar în locul său să fie refăcută statuia generalului Scudier. Însă în acel cimitir există un alt monument al ostașului sovietic și se consideră că monumentul din parc are o mare valoare artistică și că nu este neapărat al ostașului sovietic, deoarece în epocă toate armatele din Estul Europei aveau uniforme asemănătoare. Ca urmare, monumentul putea fi considerat la fel de bine unul al ostașului român, pe el fiind amplasată inscripția:
„Glorie ostașilor români, moștenitori ai tradițiilor eroice străbune, care au luptat cu eroism împotriva fascismului, pentru libertatea și independența patriei”
După 1989 inscripția a fost modificată, monumentul fiind astfel „reciclat”:
„Glorie ostașului român, moștenitor al tradițiilor istoriei străbune care a luptat cu eroism împotriva bolșevismului și fascismului pentru libertatea și independența patriei”
Inscripția actuală este considerată și ea a fi inadecvată istoric, deoarece armata română a luptat nu numai împotrivă, ci și alături, atât de germani, cât și de ruși.

### Aleea Personalităților

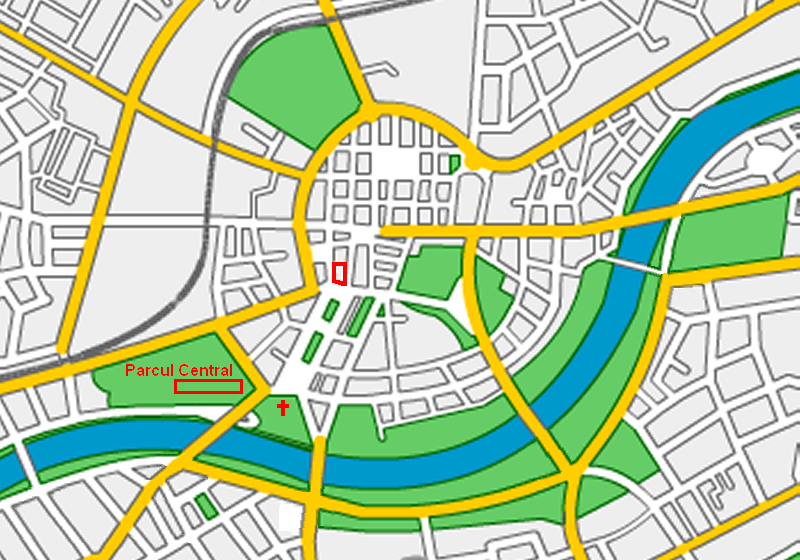
Poziția Aleii Personalităților
† = Catedrala Mitropolitană; □ = Opera

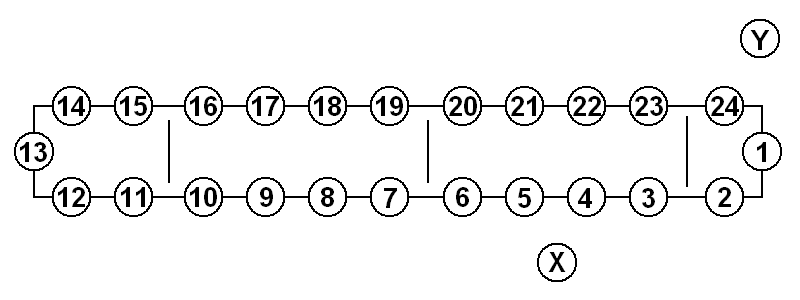
Poziția busturilor pe alee.
X – poziția monumentului lui Vincențiu Babeș
Y – poziția monumentului lui Alexandru Mocioni

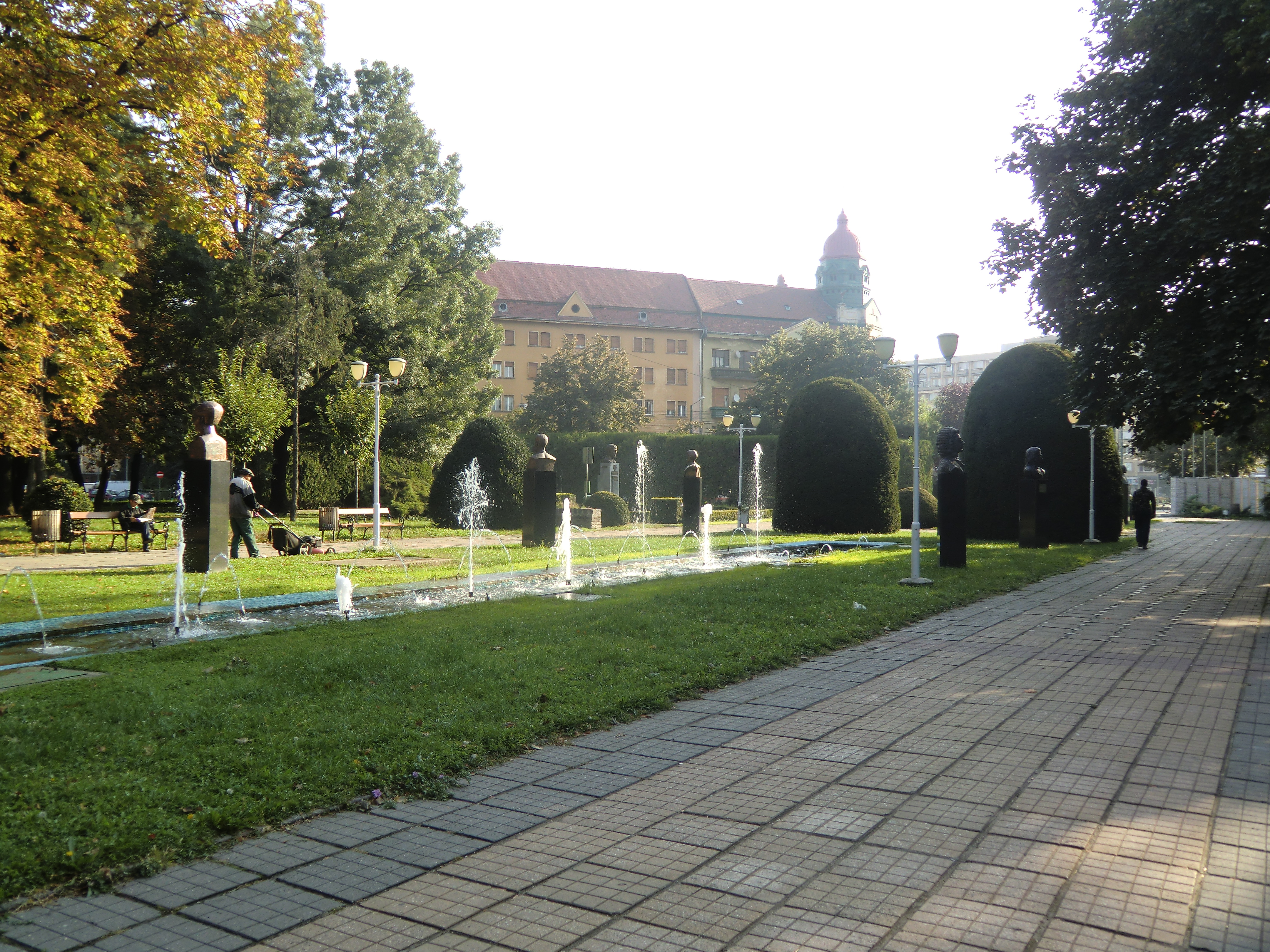
Aleea Personalităților

Aleea Personalităților este un muzeu în aer liber, unde sunt expuse 24 de busturi de bronz: de la Carol Robert de Anjou, care și-a stabilit capitala la Timișoara, la comandanți de oști, primari care au contribuit la dezvoltarea orașului, precum și medici, ingineri, scriitori, muzicieni și artiști plastici.
Ordinea busturilor din schemă este cea în sensul acelor de ceasornic, cu bustul lui Sever Bocu în dreptul intrării dinspre catedrală:
1. Sever Bocu
2. Aurel Cosma
3. Eugeniu de Savoia
4. Claudius Florimund Mercy
5. Carol Telbisz
6. Iancu de Hunedoara
7. Deliu Petroiu
8. Ion Românu
9. Pius Brânzeu
10. Eduard Pamfil
11. Gheorghe Tohăneanu
12. Nicolae Boboc
13. Anghel Dumbrăveanu
14. Carol Robert de Anjou
15. Ormós Zsigmond
16. Corneliu Miklosi
17. Dositej Obradović
18. Ioachim Miloia
19. Romul Ladea
20. Virgil Birou
21. Béla Bartók
22. János Török
23. Carol Küttel
24. Stan Vidrighin

## Reamenajări

### Skatepark
În Parcul Central exista un skatepark special amenajat, însă acesta a fost închis în 2008. Se dorea reamenajarea acestui skatepark, dar până în 2015 nu se făcuse nimic, proiectul fiind în litigiu.

### Grădini vieneze

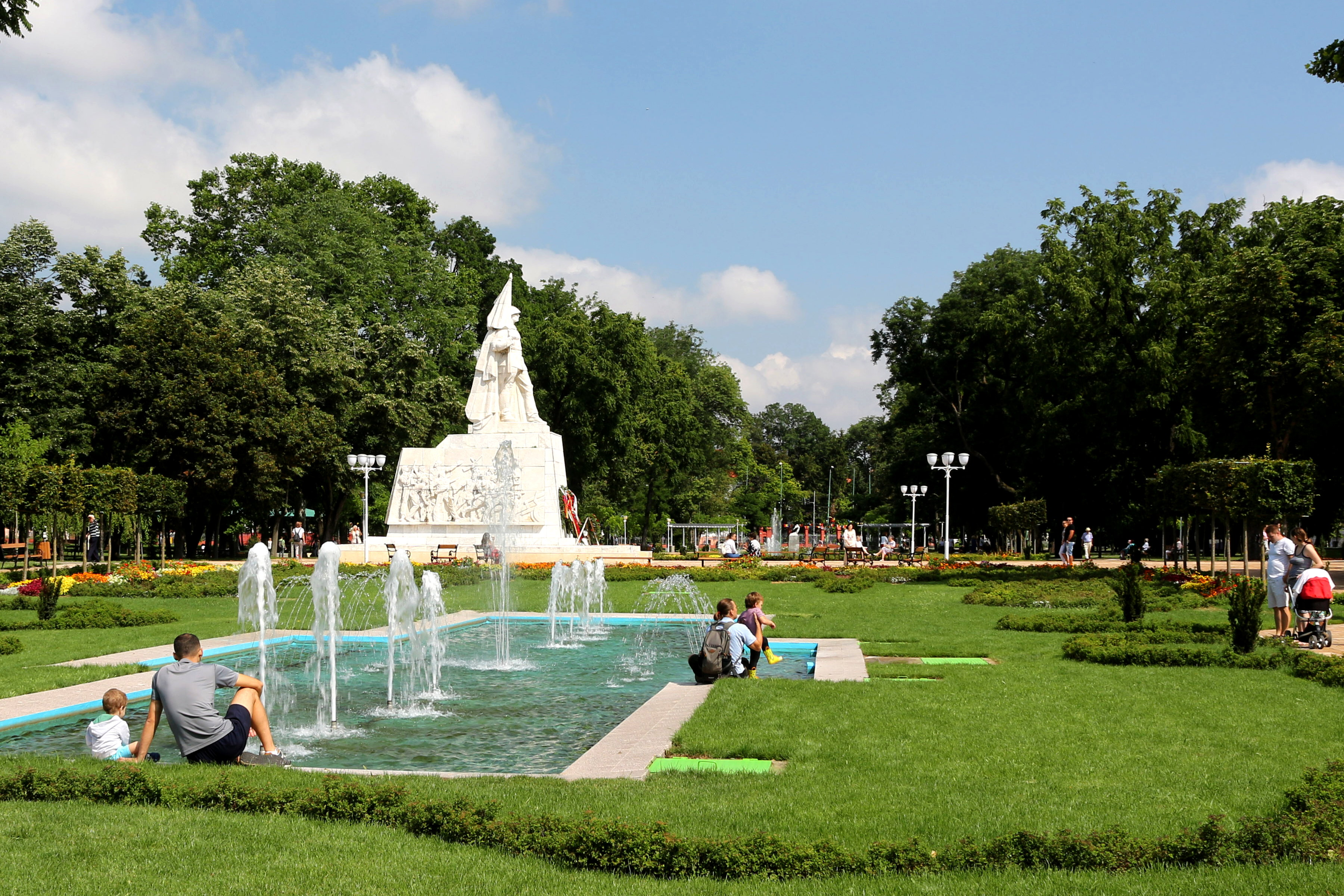
Parcul în 2019

În 2017 existau propuneri de reamenajare a parcului în stilul grădinilor vieneze de la Palatul Schönbrunn, respectiv în stil englezesc. În urma sondajelor, preferințele timișorenilor s-au îndreptat spre prima variantă.
În afară de cele două variante propuse de primărie, exista și propunerea de reamenajare a parcului elaborată de studenții din cadrul specializării de Peisagistică a Facultății de Horticultură și Silvicultură de la Universitatea de Științe Agricole și Medicină Veterinară a Banatului din Timișoara.
Reamanajarea, începută în vara anului 2017, a fost finalizată în 2019. Parcul, închis în această perioadă, a fost redeschis la 2 august, cu ocazia centenarului trecerii Timișoarei sub administrație românească. S-au refăcut aleile, mobilierul urban (bănci, mese de șah), gazonul și fântâna cu apă potabilă. Fântânile arteziene au fost refăcute și dotate cu jocuri de lumini. S-au plantat arbori, arbuști și flori. S-a amenajat un foișor pentru muzică, un patio și trei gradene. La intrarea dinspre catedrală s-a montat în pavaj un mozaic cu stema Timișoarei. Costul reamenajării a fost de circa 6,5 milioane de lei.